# Kol Erzsébet
Kol Erzsébet (Kolozsvár, 1897. július 8. – Budapest, 1980. november 15.) magyar botanikus, algológus, a hó- és jégalgák világhírű kutatója, a kriobiológia tudományágának egyik megteremtője.

## Életrajza, munkássága
A kolozsvári leánygimnáziumban 1915-ben tett érettségi vizsga után 1917–1918-ban a Ferenc József Tudományegyetemen tanult. Tanulmányait az 1. Világháború miatt félbe kellett szakítania, majd 1924-ben szegeden, a Ferenc József Tudományegyetemen, természetrajz-kémia szakos tanári oklevelet, és1925-ben summa cum laude bölcsészdoktori diplomát szerzett. 1924-től az egyetem Általános Növénytani Tanszékén dolgozott tanársegédként, 1927-től adjunktus, 1932-től docens volt. Nőként hazájában másodikként, 1937-ben, egyetemi tanárrá nevezték ki. 1940-ben Győrffy István professzorral visszatért Kolozsvárra a Ferenc József, majd a Bolyai Tudományegyetemre.
Sokat utazott, nagy tudású kutatóként az algológia számos ágát művelte. 1933-ban vendégkutatói munkát végzett a Genfi Egyetemen. A járommoszatokkal kapcsolatos munkáit az Előmunkálatok hazánk Desmidiaceái monográfiájához című értekezésben foglalta össze, amivel elnyerte a Bugát-díjat. Közben dolgozott élete nagy feladatán, a havon és jégen élő algák megismerésén. 1935-ban 35 nemzet kutatónői közül elnyerte az American Association of University Women "Crusade" nagydíját, így alkalma nyílott arra, hogy az Amerikai Egyesült Államokban a Columbia Egyetemen, W. R. Taylor mellett dolgozzon, majd a Smithsonian Intézet segítségével Alaszkában folytatta kutatásait. Megismerhette és begyűjthette Észak-Amerika hómezőinek és gleccsereinek mikrovegetációját, eljutott Kanada és Alaszka kriobiológiai szempontból fontos helyeire. A gyűjtött anyag feldolgozása évekig tartott, sorban jelentek meg munkái Észak-Amerika hóalgáiról, Alaszka gleccsereiről, a Yellowstone Nemzeti Park zöld haváról. Tanulmányútjáról az A Tiszaparttól Alaszkáig című 1940-ben megjelent írásában számolt be részletesen.
Szintetizáló típusú kutató volt, aki új alganemzetségeket és fajokat is leírt.
1948-ban került a Magyar Természettudományi Múzeum Növénytárába, miután Győrffy István professzorral együtt el kellett hagynia a kolozsvári egyetemet. Itt is folytatta kriobiológiai kutatásait. Publikációi jelentek meg a Tátra, a Kárpátok, az Alpok, a Pirin- és Rila-hegység, Albánia és Görögország hóalgáiról (színes hó). 1952-ben a biológiai tudomány kandidátusa lett. Munkássága összefoglalása az 1968-ban megjelent Die Binnengenwasser sorozat 24. köteteként megjelent Kryobiologie. Biologie und Limnologie des Schnees und Eises. I. Kyrovegetation című könyve, ami a ma napig is alapműnek számít, mint a világ krioplankton monográfiája. Kriobiológiai munkássága mellett számos más területen is maradandót alkotott. Foglalkozott a Balaton, a Bakony, a Pécsely-patak, az Aszófői-séd, gémeskutak, rizsföldek, borvizek, tőzegmohalápok és még számos más terület algáival. Élete végéig dolgozott a Vízügyi Hidrobiológia sorozat Desmidiacea kötetén, ami azonban csak halála után, Felföldy Lajos átdolgozásában jelenhetett meg 1981-ben.
Emlékét mintegy 6200 – pontosan cédulázott és nyilvántartott – fiolás gyűjtés, mikrofotó gyűjtemény őrzi. Neve a Tátrában őshonos alga, a Koliella tatrae nevében maradt fenn. A Népligetben sétányt neveztek el róla.

## Elismerései
- Bugát Pál-díj (Természettudományi Társulat, 1930)
- Crusade Award (az American Association of University Women Nagydíja, 1936)
- Szocialista Munkáért (1956)
- Entz Géza-díj (Magyar Limnológiai Társaság, 1961)

## Lásd még
- Acta Bolyai

## Külső hivatkozások
- Publikációinak jegyzéke Padisák Judit: 100 éve született dr. Kol Erzsébet professzor (1897-1980) c. írásának 2. számú függelékeként[halott link]
- Algal Growth Experiments in the Baradla Cave at Aggtelek (Biospeleologica Hungaricae XXI)[halott link]